# Cacimba de Dentro
Cacimba de Dentro, amtlich portugiesisch Município de Cacimba de Dentro, ist eine brasilianische Stadt und Gemeinde im Bundesstaat Paraíba im Nordosten des Landes. Im Jahr 2022 lebten in Cacimba de Dentro circa 16.000 Menschen.
Sie befindet sich 170 km von der Hauptstadt des Bundesstaates João Pessoa entfernt. Seit 2020 wird die Gemeinde von PSB (Brasilianische sozialdemokratische Partei) verwaltet.

## Stadtteile
Die Stadt ist in die Stadtteile Centro (Zentrum), Bairro da Palmeira, Bairro Novo, Morumbi, Bela Vista und Conjunto gegliedert. 2008 wurde der Munizip durch das Lei 013/2008 in den zusätzlichen dünnbesiedelten Distrito de Logradouro (Logradouro de São Francisco) mit rund 100 km² gegliedert.

## Infrastruktur
- Mercado Municipal
- Hospital e Maternidade Isabel Moreira de Souza
- Hospital Luiz Olegário da Silva

## Söhne und Töchter der Gemeinde
- Peryllo  Doliveira (Severino Peryllo de Oliveira, 1898–1930), afrobrasilianischer „Dichter der Moderne in Paraíba“, Namenspatron des Stuhles 25 der Academia Paraibana de Letras[1]
- Edmilson Gomes de Souza, wegen Veruntreuung verurteilter ehemaliger Bürgermeister[2]